# Schönvisner István
Schönvisner István, más névformában Schönwisner, Schönwiesner, Schoenvisner (Eperjes, 1738. december 15. – Nagyvárad, 1818. szeptember 26.) régész, egyetemi tanár, nagyváradi kanonok.

## Életrajza
Egy polgári családban született Schönvisner Márton és Marcus Mária gyermekeként. 1756-ban belépett a jezsuita rendbe, s miután Nagyszombatban elvégezte teológiai tanulmányait, a bécsi Theresianum prefektusa lett. A rend feloszlatása (1773) után filozófiai studiumokat folytatott. 1777-től a budai egyetemi könyvtár másodőre, 1780-tól az Érem- és Régiségtani Tanszék első professzora, 1794-től a könyvtár igazgatója, 1802-től termovai apát és nagyváradi kanonok volt. Latin és német nyelvű munkái máig a magyarországi tudományos régészet alapvetésének tekinthetők; magyarországi érem- és pénzkatalógusai forrásértékűek. Lényeges kiemelni Schönwisner Istvánnak a római provinciák hazai régészetét megalapozó munkásságát. Ő végeztette hazánkban az első tudományos célú ásatásokat, amelyek során többek között Óbudán felfedezte Aquincumot és Szombathelyen kiásatta Savaria romjait.

## Művei

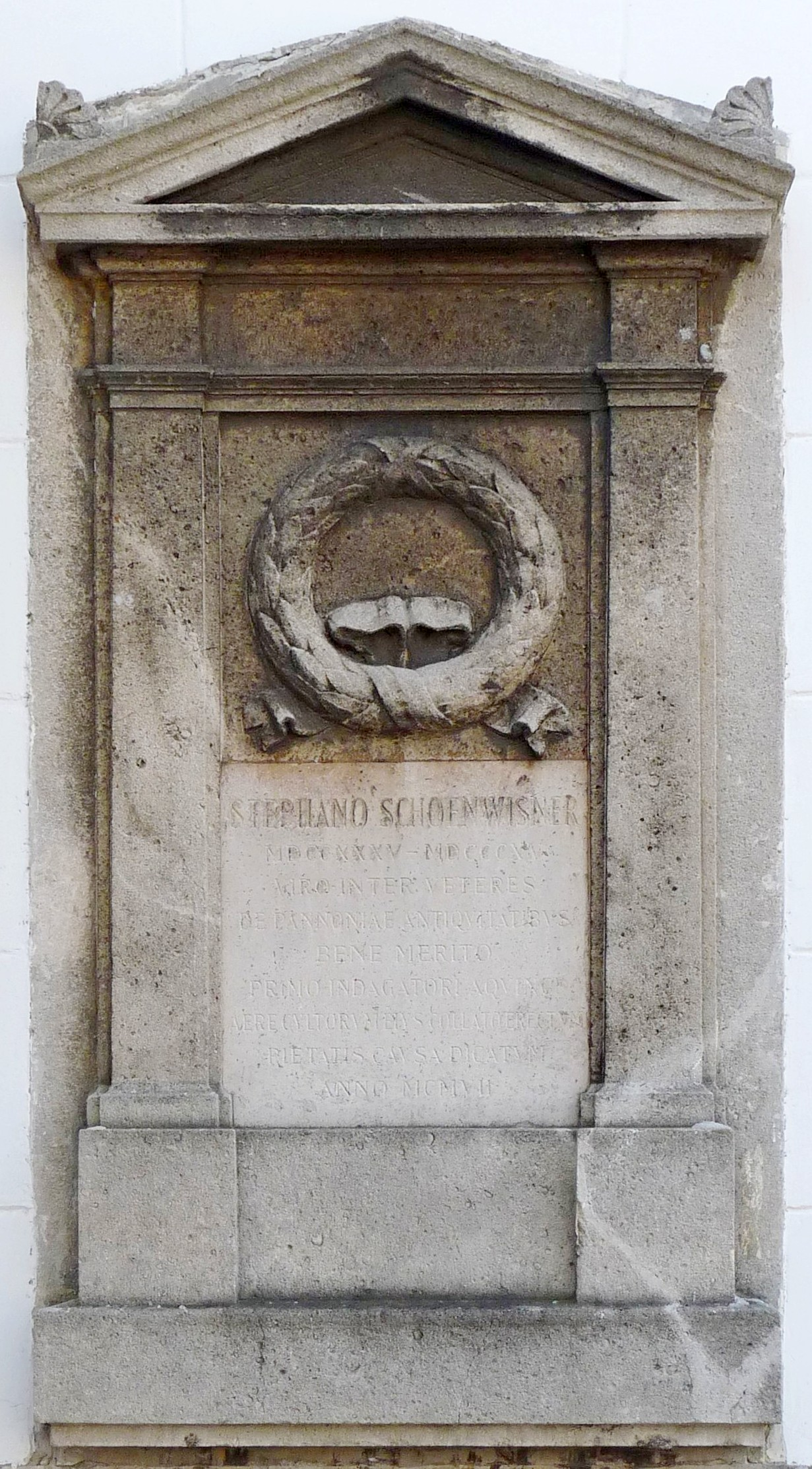
Emléktáblája az Aquincumi Múzeumban

- De ruderibus Laconici Caldariique Romani... Budae, 1778.
- Commentarius geographicus in Romanorum iter per Pannoniae... Budae, 1780.
- Antiquitatum et historiae Sabariensis... Pestini, 1791.
- Notitia Hungaricae rei numariae... Budae, 1801.
- Catalogus nummorum Hungariae ac Transilvaniae Instituti Nationali Széchenyiani I–III. Pestini, 1810.